# Pakistanbotia
Pakistanbotia (Botia lohachata) är en sötvattenslevande fisk i familjen nissögefiskar som finns på Indiska subkontinenten. Den är också en populär akvariefisk. 

## Utseende
Pakistanbotian är en avlång fisk med nedåtriktad mun som omges av fyra par skäggtömmar. Kroppen har inbäddade fjäll som i praktiken är osynliga, och är metalliskt silverfärgad till gul med ett mörkare, strimmigt mönster. I strimmönstret kan man uttolka bokstäverna "Y" och "O" (därev ett av artens engelska namn, "Yoyo loach"). Mönstret kan emellertid variera kraftigt. De vuxna fiskarna har i allmänhet ett kraftigare mönster än ungfiskarna. Arten kan som mest bli 11 cm lång.

## Vanor
Arten är en bottenfisk som föredrar mindre vattendrag med klipp- eller grusbotten. Den är äggläggande; hanen och honan bildar par under lektiden, men tar sig inte an de lagda äggen.

## Utbredning
Pakistanbotian finns i Pakistan, Indien, Bangladesh och Nepal.

## Akvariefisk
Arten är en fredlig akvariefisk med höga krav på vattenkvaliteten, och behöver därför regelbundet byte av vatten. Den föredrar akvarier med en temperatur mellan 24°C och 30°C samt med ett dämpat ljus. En mjuk sand- eller grusbotten och rikligt med gömställen är också lämpligt.

### Föda
Pakistanbotian tar kommersiellt foder, och bör få både animaliskt och vegetabiliskt (algbaserat). Den tar även frusen och levande föda, som fjädermygglarver ("blodmaskar"), hackad daggmask, hackade räkor, Mysisräkor och sniglar.